# Klasifikacija čulnih receptora
Čulni receptori su specijalizovani elementi nervnog sistema koji imaju sposobnost detektovanja promena u unutrašnjoj ili spoljašnjoj sredini organizma.

### Klasifikacija čulnih receptora prema lokaciji
- Eksteroceptori- zaduženi za prijem draži(stimulusa) iz spoljašnje sredine. Ovo su specijalizovane strukture koje se nalaze u koži  kao i u specijalizovanim čulnim organima glavenog regiona. Detektuju elektromagnetnu, hemijsku i mehaničku energiju iz spoljašnje sredine (ukus hrane, svetlost, miris, dodir, zvuk, promene temperature površine tela).
- Interoceptori-zaduženi za prijem draži(stimulusa) iz unutrašnje sredine. . Važni su za održanje dinamičnog i stalnog stanja unutrašnje sredine organizma (homeostaze). Mogu biti:

	1. Visceroceptori-  detektuju hemijske i mehaničke promene viscelarnih organa (promene količine kiseonika u krvi, promene jonskog sastava telesnih tečnosti, stepen istegnutosti glatkih mišića).
	2. Proprioceptori- detektuju mehaničke stimuluse. Nalaze se u poprečno-prugastim mišićima i prenose informacije o kretanju i položaju tela.

### Klasifikacija čulnih receptora na osnovu vida energije koji ih stimuliše
- Mehanoreceptori- aktiviraju ih različiti vidovi mehaničke energije.  Mogu biti i interoceptori i eksteroceptori. Lokalizovani su u koži (taktilne senzacije) i unutrašnjem uhu (sluh i ravnoteža). Svi proprioceptori su mehanoreceptori. Visceroceptori koji detektuju stepen istegnutosti glatkih mišića su takođe mehanoreceptori.
- Hemoreceptori- aktivira ih hemijski stimulus. Mogu biti i interoceptori i eksteroceptori.  Različiti receptori su specijalizovani za detekciju različitih submodaliteta hemijske energije. Tako na primer hemoreceptori na jeziku prepoznaju specifične molekule u hrani (ukus hrane), hemoreceptori u nosnom epitelu detektuju isparljive molekule u vazduhu (miris) ,hemoreceptori u zidovima krvih sudova su zaduženi za detekciju promene kiseonika i ugljen-dioksida u krvi. Neki organizmi sintetišu feromone, (supstance koja ima ulogu u reproduktivnom ponašanju) čije prisustvo detektuju receptori druge jedinke.
- Fotoreceptori- imaju sposobnost detekcije svetlosti. Aktivira ih elektromagnetna energija.  Osetljivi su na određeni opseg talasnih dužina vidljivog dela spektra.
- Termoreceptori-  reaguju na promenu temperature kože (eksteroceptori) i promenu temperature krvi (interoceptori).
- Nociceptori- stimulus koji aktivira ovaj tip receptora je oštećenje tkiva. Prema lokalizaciji mogu biti interoceptori i eksteroceptori. Prema modalitetu stimulusa mogu biti mehanosenzitivni, termosenzitivni i hemosenzitivni nociceptori.
- Magnetoreceptori-  nisu morfološki definisani a magnetodetekcija se zasniva na prisustvu magnetnog materijala koji detektuju promene jačine magnetnog polja Zemlje.
- Elektroreceptori-  detektuju promenu jačine električnog polja.

### Klasifikacija čulnih receptora prema morfološkoj vrednosti
Prema morfološkoj vrednosti čulni receptori mogu biti čulne ćelije i završeci senzitivnih nervnih vlakana, svaka od ove dve osnovne kategorije sadrži po dve podkategorije. 
Primarne čulne ćelije imaju sopstveni provodni nastavak kojim se impuls doprema do nervnog sistema. Sekundarne čulne ćelije nemaju sopstvene nastavke, impuls se do nervnog sistema provodi preko razgranatih delova senzitivnih neurona čija se tela nalaze u ganglijama perifernog nervnog sistema. Ovo su transformisane epitelne ćelije.
Podkategorije završetaka senzitivnih nervnih vlakana su učaureni nervni završeci i slobodni nervni završeci. Slobodni nervni završeci su ogoljeni završeci, obično se nalaze u osetljivim delovima tela (koži , usnoj duplji, rožnjači, crevnom kanalu, pulpi zuba). Ukoliko oko slobodnog nervnog završetka postoje posebni potporni elementi koji povećavaju specifičnost to su učaureni nervni završeci.

## Literatura
- Nadežda Nedeljković, Opšta fiziologija, Biološki fakultet Univerziteta u Beogradu 2012.